# Coupe de Tunisie 2023-2024
La Coupe de Tunisie 2023-2024 è stata la 92ª edizione della coppa nazionale tunisina di calcio, iniziata il 27 gennaio  2024 e terminata il 30 giugno 2024. Il vincitore della competizione ottiene la qualificazione per la Coppa della Confederazione CAF 2024-2025.
La squadra campione in carica è l'Olympique Béja. Il titolo è stato vinto dallo Stade Tunisien, per la settima volta nella sua storia.

## Turno preliminare
| Squadra 1       | Risultato       | Squadra 2          |
| --------------- | --------------- | ------------------ |
| 27 gennaio 2024 |                 |                    |
| Kalâa Sport     | 2 – 2 (4-3 dtr) | AS Ariana          |
| JS El Omrane    | 2 – 0           | AS Oued Ellil      |
| EM Mahdia       | 1 – 2 (dts)     | Gabès              |
| Hammam Sousse   | 1 – 2 (dts)     | Sporting Ben Arous |
| Rejiche         | 0 – 1           | Espérance Zarzis   |
| 28 gennaio 2024 |                 |                    |
| Korba           | 3 – 0           | AS Jilma           |
| OC Kerkennah    | 2 – 1           | Jendouba Sport     |
| Sidi Bouzid     | 2 – 0           | M'saken            |
| Médenine        | 0 – 0 (5-6 dtr) | Chebba             |
| Hammam Lif      | 2 – 1           | ES Radès           |

## Primo turno
Il sorteggio per il primo turno si è tenuto il 9 febbraio 2024.
| Squadra 1          | Risultato       | Squadra 2                     |
| ------------------ | --------------- | ----------------------------- |
| 25 febbraio 2024   |                 |                               |
| ES Bouchamma       | 4 – 1           | Sfax Railways Sports          |
| ES El Alouli       | 2 – 1           | FC Mdhila                     |
| Ksibet El Mediouni | 1 – 0           | Kalâa Sport                   |
| CS Takelsa         | 1 – 1 (3-4 dtr) | Chebba                        |
| Djerba             | 1 – 0           | US Ksour Essef                |
| AS Ain Jloula      | 0 – 1           | Sporting Ben Arous            |
| AS Mohamedia       | 2 – 1 (dts)     | Template:Calcio Co Transports |
| Ouerdanin          | 0 – 5           | JS El Omrane                  |
| OC Kerkennah       | 2 – 1           | Sidi Bouzid                   |
| Hammam Lif         | 1 – 1 (3-4 dtr) | SC Moknine                    |
| JS Kairouan        | 0 – 0 (3-4 dtr) | Espérance Zarzis              |
| PS Sakiet Eddaïer  | 1 – 0           | US Bou Salem                  |
| FS Menzel Kamel    | 1 – 0           | AS Menzel Ennour              |
| JS Manouba         | 1 – 2           | Korba                         |
| AS Degache         | 1 – 2           | Gabès                         |
| ES Hamet Jerid     | 0 – 1           | Ahly Sfaxien                  |
| AS El Hamma        | 2 – 1           | US Ajim Djerba                |
| JS Bou Merdes      | 0 – 1           | ES Tazerka                    |

## Sedicesimi di finale
Il sorteggio per i sedicesimi di finale si è tenuto il 9 febbraio 2024, dopo quello per il primo turno.
| Squadra 1           | Risultato       | Squadra 2             |
| ------------------- | --------------- | --------------------- |
| 19 aprile 2024      |                 |                       |
| AS El Hamma         | 0 – 1           | Gafsa                 |
| AS Mohamedia        | 1 – 2           | Bizertin              |
| Sfaxien             | 0 – 1 (dts)     | Avenir Marsa          |
| 20 aprile 2024      |                 |                       |
| Espérance Zarzis    | 0 – 3           | Stade Tunisien        |
| PS Sakiet Eddaïer   | 1 – 0           | ES Tazarka            |
| Ahly Sfaxien        | 3 – 0           | US Ksibet El Mediouni |
| 21 aprile 2024      |                 |                       |
| Étoile de Métlaoui  | 2 – 2 (2-4 dtr) | Monastir              |
| FS Menzel Kamel     | 1 – 3           | Olympique Béja        |
| Avenir Soliman      | 0 – 2 (dts)     | Gabès                 |
| Chebba              | 0 – 1           | Djerba                |
| Ben Guerdane        | 1 – 1 (3-5 dtr) | Club Africain         |
| ES Bouchamma        | 0 – 1 (dts)     | Étoile du Sahel       |
| SC Moknine          | 2 – 4 (dts)     | Sporting Ben Arous    |
| JS El Omrane        | 1 – 0 (dts)     | Tataouine             |
| ES El Alouli Chebba | 0 – 2           | Korba                 |
| 8 maggio 2024       |                 |                       |
| OC Kerkennah        | 2 – 1 (dts)     | Espérance             |

## Ottavi di finale
Il sorteggio per gli ottavi di finale si è tenuto il 3 maggio 2024.
| Squadra 1          | Risultato       | Squadra 2       |
| ------------------ | --------------- | --------------- |
| 17 maggio 2024     |                 |                 |
| Korba              | 1 – 2           | Club Africain   |
| OC Kerkennah       | 0 – 2           | La Marsa        |
| Gafsa              | 1 – 6           | Stade Tunisien  |
| 18 maggio 2024     |                 |                 |
| Ahly Sfaxien       | 0 – 1           | Étoile du Sahel |
| 19 maggio 2024     |                 |                 |
| Sporting Ben Arous | 2 – 2 (4-3 dtr) | JS El Omrane    |
| PS Sakiet Eddaïer  | 1 – 2 (dts)     | Bizertin        |
| Monastir           | 2 – 0           | Gabès           |
| Olympique Béja     | 2 – 1 (dts)     | Djerba          |

## Quarti di finale
Il sorteggio per i quarti di finale si è tenuto il 3 maggio 2024.
| Squadra 1       | Risultato   | Squadra 2          |
| --------------- | ----------- | ------------------ |
| 21 giugno 2024  |             |                    |
| Bizertin        | 1 – 0 (dts) | Sporting Ben Arous |
| 22 giugno 2024  |             |                    |
| Olympique Béja  | 3 – 2 (dts) | La Marsa           |
| 23 giugno 2024  |             |                    |
| Étoile du Sahel | 2 – 4 (dts) | Stade Tunisien     |
| Monastir        | 1 – 2       | Club Africain      |

## Semifinali
| Squadra 1      | Risultato   | Squadra 2      |
| -------------- | ----------- | -------------- |
| 26 giugno 2024 |             |                |
| Olympique Béja | 1 – 4       | Stade Tunisien |
| Bizertin       | 2 – 1 (dts) | Club Africain  |

## Finale
| Arbitro: | Seif Ouertani |

|                      |           |  |
| Mejri 32’ Jouini 57’ | Marcatori |  |